# Stephen Quinn
Pour les articles homonymes, voir Quinn.
Stephen Quinn, né le 1er avril 1986 à Dublin, est un footballeur international irlandais qui évolue au poste de milieu de terrain à Mansfield Town.

## Biographie
Le 30 juin 2015, il rejoint Reading.
Le 22 août 2018, il rejoint Burton Albion.
Le 14 juin 2021, il rejoint Mansfield Town.

## Palmarès

### En club
- Hull City
  - Finaliste de la Coupe d'Angleterre en 2014
  - Vice-champion d'Angleterre en 2013.

### Distinction personnelle
- Membre de l'équipe-type de D3 anglaise en 2012.